# Anja Boisen
Anja Boisen (født 16. marts 1967, Glostrup) er en dansk fysiker og professor på Nano Systems Engineering ved Danmarks Tekniske Universitet, der forsker i mikro- og nanosensorer og nanoteknologi.

## Uddannelse og karriere
Anja Boisen blev student fra Høje Tåstrup Amtsgymnasium, og læste herefter fysik på Københavns Universitet og Roskilde Universitet og færdiggjorde sin kandidatgrad i 1993. Hun læste herefter en erhvervs-Ph.D. i et samarbejde mellem Institut for Mikro- og Nanoteknologi, MIC, Danmarks Tekniske Universitet og virksomheden Danish Micro Engineering A/S, som blev færdiggjort i 1997.
Boisen blev herefter ansat på DTU som adjunkt, og herefter som lektor i 1999. Hun fik en bevilling fra forskningsprogrammet FREJA i 1999. Boisen blev forfremmet til gruppeleder og i 2005 til professor.
Hun har udgivet over 280 videnskabelige artikler.
Boisen har været medlem af Forskningsrådet for Teknologi og Produktion siden 2005, og ligeledes i programkomiteen for yngre forskere under Det Strategiske Forskningsråd. Hun blev medlem af Akademiet for de Tekniske Videnskaber i 2007.
Hun sidder også i bestyrelsen i både LEO fondet og Villum Fonden.

## Hæder
- 2000: AEG Elektronikprisen[6]
- 2008: Villum Kann Rasmussens Årslegat, Villum Fonden[4]
- 2012: EliteForsk-prisen[7]
- 2017: Alexander Foss' Guldmedalje[8]